# Вудро Ллойд
Вудро Стенлі Ллойд (англ. Woodrow Stanley Lloyd; 16 липня 1913 — 7 квітня 1972) — канадський політик і педагог. Народився в Саскачевані в 1913 році, став вчителем на початку 1930-х років. Працював вчителем і директором школи до 1944 року і був залучений до Федерації вчителів Саскачевану, зрештою ставши її президентом.
Вперше був обраний членом Законодавчих зборів Саскачевану в 1944 році. З 1944 по 1961 рік був міністром освіти, а потім скарбником в уряді Кооперативної федерації Співдружності Томмі Дугласа. Він змінив Дугласа на посаді прем'єр-міністра Саскачевану наприкінці 1961 року. Ллойда найбільше пам'ятають як людину, яка пілотувала першу в Канаді програму Medicare від прийняття закону до впровадження в 1962 році, а також подолала страйк лікарів Саскачевану того літа, щоб уможливити її продовження.
Ллойд зазнав поразки на загальних виборах 1964 року в Саскачевані й наступні шість років був лідером офіційної опозиції. Він пішов у відставку з посади лідера Нової демократичної партії в 1970 році (CCF змінила свою назву в 1967 році), а в 1971 році — з Законодавчих зборів. Він був призначений на посаду в ООН в Південній Кореї, де помер від серцевого нападу в 1972 році.

## Біографія
До 1944 року Ллойд був учителем. В 1944 році його обрали в Законодавчу палату провінції Саскачеван, також він був призначений кабінету прем'єр-міністра Томмі Дугласа партії «Федерації кооперативної співдружності Саскачевану» (ФКС). Ллойд був міністром освіти й міністром фінансів у 1944—1961 роках.
Після Томмі Дугласа, що пішов у відставку з посади прем'єр-міністра в 1961 році, Ллойд очолив цю політичну силу (ФКС). Він представив найпершу систему загального медичного страхування для громадськості в Канаді. Він вирішив страйку лікарів в 1961 році, щоб дозволити йому продовжувати. У 1964 році він програв у провінційних виборах Рос Тетчер від «Ліберальної партії Саскачевану». В 1967 році назву партії перейменували з «Федерації кооперативної співдружності Саскачевану» на «Нову демократичну партію Саскачевану».
Ллойд пішов у відставку з посади лідера партії у 1970 році. Він був призначений на пост Організації Об'єднаних Націй в Південній Кореї.
Вудро Ллойд помер в 1972 році.